# Badlapur
Badlapur è una città dell'India di 97.917 abitanti, situata nel distretto di Thane, nello stato federato del Maharashtra. In base al numero di abitanti la città rientra nella classe II (da 50.000 a 99.999 persone).

## Geografia fisica
La città è situata a 19° 8' 60 N e 73° 16' 0 E e ha un'altitudine di 43 m s.l.m..

## Società

### Evoluzione demografica
Al censimento del 2001 la popolazione di Badlapur assommava a 97.917 persone, delle quali 51.878 maschi e 46.039 femmine. I bambini di età inferiore o uguale ai sei anni assommavano a 11.999, dei quali 6.208 maschi e 5.791 femmine. Infine, coloro che erano in grado di saper almeno leggere e scrivere erano 74.529, dei quali 41.537 maschi e 32.992 femmine.